# لایه سطحی
یک لایهٔ سطحی یا لایهٔ اس  بخشی از پوشش یاخته است که معمولاً در باکتری‌ها و باکتری‌های باستانی یا آرکئا یافت می‌شود و از لایهٔ تک‌مولکولی که از پروتئین‌ها یا گلیکوپروتئین‌ها ساخته شده تشکیل می‌گردد. این ساختار دو بعدی به روش مونتاژ خود به خودی ساخته شده و تمام سطح یاخته را می‌پوشاند. بنابراین پروتئین لایهٔ سطحی گاهی تا ۱۵-۱۰ درصد از کل محتوای پروتئینی یک یاخته را تشکیل می‌دهد. ساختار پروتئین‌های لایهٔ سطحی چندان حفاظت شده نبوده و گاهی اصلاً حفاظت شده نیست و حتی گاهی در گونه‌های وابسته به هم نیز، به میزان زیادی متفاوت است. ضخامت لایهٔ سطحی، بر حسب نوع گونه، از ۵ تا ۲۵ نانومتر متفاوت بوده و دارای سوراخ‌های یکسان با قطر ۲ تا ۸ نانومتر است. لایه‌های سطحی دارای تقارن‌های شبکه‌ای ِمورب، چهارگوش و شش‌وجهی هستند. لایه‌های سطحی بر اساس تقارن شبکه‌ای، از یک (P1) دو (P2)، سه (P3)، چهار (P4) یا شش (P6) زیرواحد پروتئینی هم‌سان تشکیل می‌گردند. فاصلهٔ بین مراکز این زیرواحدها (یا واحد ابعاد یاخته‌ای) از ۲٫۵ تا ۳۵ نانومتر است.

## تثبیت لایهٔ سطحی در دیواره یاخته‌ای
در باکتری‌های گرم منفی، لایهٔ سطحی از راه میان‌کنش‌های بین کربوهیدرات-پروتئین، پروتئین-کربوهیدرات و/یا پروتئین-پروتئین، با لیپوپلی‌ساکاریدها در ارتباط هستند.
در باکتری‌های گرم مثبت، که در بیشتر موارد لایهٔ سطحی آن‌ها شامل نواحی دارای هم‌سانی است، اتصال به پپتیدوگلیکان یا پلیمر دیوارهٔ یاخته‌ای دوم (تئی‌کوئیک اسید) رخ می‌دهد. در نبود نواحی هم‌سان لایهٔ سطحی، اتصال از راه میان‌کنش‌های الکترواستاتیک بین پایانه‌های آمیدی دارای بار مثبت لایهٔ سطحی و پلی‌مرهای داری بار منفی ِدیواره یاخته‌ای انجام می‌شود.
در باکتری‌های باستانی گرم منفی، پروتئین‌های لایهٔ سطحی دارای لنگری آب‌گریز هستند که با غشای لیپیدی زیرین در ارتباط است.
در باکتری‌های باستانی ِ گرم مثبت، لایهٔ سطحی به مورئین دروغین یا متانوکوندروئیتین پیوند می‌یابد.

## کارکردهای زیستی لایه‌های سطحی
در بسیاری از باکتری‌ها، لایهٔ سطحی، نمایندهٔ دورترین ناحیهٔ میان‌کنش یاخته با محیط‌ش است. وظایف آن بسیار گوناگون بوده و در گونه‌های مختلف، متفاوت است. در باکتری‌های باستانی، لایهٔ سطحی، تنها بخش سازندهٔ دیوارهٔ یاخته بوده و بنابراین در پایداری مکانیکی نقش بسزایی دارند. سایر وظایف لایهٔ سطحی را می‌توان اینگونه برشمرد:
-	حفاظت در برابر ویروس‌های باکتریایی، بدلوویبریوها و بیگانه‌خواری
-	مقاومت در برابر pH پایین (اسیدی)
-	سدی در برابر مواد درشت مولکول
-	چسبندگی (برای لایه‌های سطحی ِ قند دار)
-	پایدار سازی غشاء
-	تدارک نواحی چسبان برای پروتئین‌های خارجی
-	ایجاد فضای پری‌پلاسمی در پروکاریوت‌های گرم مثبت به همراه پپتیدوگلیکان و غشای سیتوپلاسمی

## ساختار دیوارهٔ سطحی
لایهٔ سطحی در تمام باکتری‌های باستانی و در بسیاری از باکتری‌ها وجود دارد، با این‌حال این ساختار در موجودات زندهٔ گوناگون، از لحاظ تقارن و واحد ابعاد یاخته‌ای، یکتا و منحصربه‌فرد است چرا که در اجزای سازندهٔ آن‌ها تفاوت‌های اساسی وجود دارد. با بررسی ترادف پروتئین‌های لایهٔ سطحی، پیش‌بینی شده است که اندازه پروتئین‌های آن‌ها بین ۴۰ تا ۲۰۰ کیلودالتون بوده و ممکن است از نواحی چندگانه‌ای که گاهی از لحاظ ساختاری با هم در ارتباطند تشکیل شده باشند. از زمان کشف در دهه ۱۹۶۰ میلادی، ساختار لایهٔ سطحی به شکل گسترده‌ای به روش میکروسکوپ الکترونی بررسی شده و به کمک تصاویری با وضوح متوسط از این لایه‌های سطحی، داده‌های سودمندی درباره ریخت‌شناسی آن‌ها به دست آمده است. به تازگی ساختارهایی با وضوح بالا از پروتئین (MA0829) لایه‌های سطحی یک باکتری باستانی به نام Methanosarcina acetivorans C2A و پروتئین (SbsB) از لایهٔ سطحی باکتری Geobacillus stearothermophilus PV72 به روش کریستالوگرافی پرتو ایکس شناسایی شده‌اند. بر خلاف ساختارهای کریستالی موجود، که نشان‌دهندهٔ نواحی تک و منحصربه‌فردی از پروتئین‌های لایهٔ سطحی یا اجزاء شبه پروتئینی کوچک هستند، ساختارهای MA0829 و Sbs، مدل‌هایی با وضوح بسیار بالا از لایهٔ سطحی دو باکتری یاد شده هستند. این مدل‌ها دارای تقارن شش وجهی (P6) برای M. acetivorans و مورب (P2) برای G. stearothermophilus هستند و ویژگی‌های مولکولی آن‌ها شامل ابعاد و میزان منافذ، دارای هم‌خوانی خوبی با داده‌های به دست آمده از مطالعات میکروسکوپ الکترونی لایه‌های سطحی باکتری‌های باستانی و باکتری‌ها است.